# Leucanella
Leucanella es un género de polillas en la familia Saturniidae, descripto por Claude Lemaire en 1969. Las larvas de este género también pueden irritar la piel por contacto.

## Alimentación
Las larvas de la familia Saturniidae suelen alimentarse principalmente de plantas de las siguientes familias: Rosaceae, Fagaceae, Oleaceae y Salicaceae. Leucanella nyctimene se ha observado alimentándose del laurel de cera (Morella parvifolia), aliso (Alnus acuminata), cerezo criollo (Prunus serotina), mano de oso (Oreopanax floribundus), cajeto (Citharexylum subflavescens), helecho marranero (Pteridium aquilinum), en zarzas (Rubus) y borrachero (Brugmansia aurea). Sin embargo, se ha determinado que el borrachero no permite a las orugas completar su estadio larval debido a que no pueden digerir sus toxinas.

## Especies
El género incluye las siguientes especies:
- Leucanella acutissima (Walker, 1865)
- Leucanella anikae Meister & Brechlin, 2002
- Leucanella apollinairei (Dognin, 1923)
- Leucanella aspera (R. Felder & Rogenhofer, 1874)
- Leucanella atahualpa Meister & Naumann, 2006
- Leucanella bivius (Bouvier, 1927)
- Leucanella contei (Lemaire, 1967)
- Leucanella contempta (Lemaire, 1967)
- Leucanella flammans (Schaus, 1900)
- Leucanella fusca (Walker, 1855)
- Leucanella gibbosa (Conte, 1906)
- Leucanella heisleri (E. D. Jones, 1908)
- Leucanella hosmera (Schaus, 1941)
- Leucanella janeira (Westwood, 1854)
- Leucanella lama (Berg, 1883)
- Leucanella leucane (Geyer, 1837)
- Leucanella lynx (Bouvier, 1930)
- Leucanella maasseni (Moeschler, 1872)
- Leucanella memusae (Walker, 1855)
- Leucanella memusoides Lemaire, 1973
- Leucanella muelleri (Draudt, 1929)
- Leucanella newmani (Lemaire, 1967)
- Leucanella nyctimene (Latreille, 1832)
- Leucanella saturata (Walker, 1855)
- Leucanella stuarti (W. Rothschild & Jordan, 1901)
- Leucanella viettei (Lemaire, 1967)
- Leucanella viridescens (Walker, 1855)
- Leucanella yungasensis Meister & Naumann, 2006